# Karl Hubenthal
Karl Hubenthal (né le 1er mai 1917 à Beemer et le mort le 13 août 1998 à Los Angeles) est un dessinateur de presse américain spécialisé dans le dessin sportif et le dessin politique.

## Biographie
Karl Hubenthal était un dessinateur de presse américain connu pour ses caricatures sportives et politiques. Il a travaillé pour le Los Angeles Herald-Examiner pendant plus de 40 ans et a été récompensé par de nombreux prix pour son travail, dont le prix Inkpot en 1976.
Karl Hubenthal né le 1er mai 1917 à Beemer, dans le Nebraska, a grandi à Los Angeles et a fréquenté le Hollywood High School, où il a rencontré Willard Mullin, un dessinateur de presse renommé. Willard Mullin a eu une grande influence sur Hubenthal et l'a encouragé à poursuivre une carrière dans le dessin de presse.
Après le lycée, Karl Hubenthal a étudié à l'Institut d'art Chouinard à Los Angeles. Il a quitté l'école en 1935 pour commencer sa carrière de dessinateur de presse.
Karl Hubenthal a obtenu son premier emploi en 1935 au Los Angeles Evening Herald-Express. Il a ensuite travaillé pour le Los Angeles Times et le Los Angeles Daily News avant de rejoindre le Los Angeles Herald-Examiner en 1949.
Karl Hubenthal était connu pour son style humoristique et satirique. Il a dessiné des caricatures sur différents sujets, y compris la politique, le sport et la vie quotidienne. Ses caricatures étaient souvent accompagnées de légendes acérées qui pointaient du doigt les absurdités de la vie moderne.
Karl Hubenthal a été un critique virulent de la guerre du Vietnam et de l'administration Nixon. Ses caricatures de ces sujets ont souvent été controversées, mais elles ont également été saluées pour leur courage et leur perspicacité.
En plus de son travail de dessinateur de presse, Karl Hubenthal a également enseigné le dessin et l'illustration à l'Université de Californie du Sud. Il a été membre de la National Cartoonists Society et de la Society of Illustrators.
Karl Hubenthal est décédé le 13 août 1998 à Los Angeles, en Californie, à l'âge de 81 ans.
Karl Hubenthal est considéré comme l'un des plus grands dessinateurs de presse de l'histoire américaine. Son travail a été publié dans des journaux et des magazines du monde entier et il a été exposé dans de nombreux musées et galeries d'art.

## Prix et récompenses
- 1962 : Prix du dessin de presse de la National Cartoonists Society
- 1968 : Prix du dessin de presse de la National Cartoonists Society
- 1971 : Prix du dessin de presse de la National Cartoonists Society
- 1972 : Prix du dessin humoristique sportif de la National Cartoonists Society
- 1980 : Prix du dessin d'humour sportif de la National Cartoonists Society
- 1981 : Prix Inkpot
- 1981 : Prix du dessin d'humour sportif de la National Cartoonists Society
- 1983 : Prix du dessin d'humour sportif de la National Cartoonists Society